# Catoptria hannemanni
Catoptria hannemanni là một loài bướm đêm trong họ Crambidae.